# محمدصادق مبین
صادق مبین (۱۲۹۸ـ۱۳۹۴) از اساتید گیاه شناسی ایرانی بود. او برای نگارش کتاب رستنی‌های ایران: فلور گیاهان آوندی برگزیدهٔ اولین دورهٔ کتاب سال ایران شد.